# Javier Giraldo Neira
Javier Giraldo Neira (Manizales, Colombia, 21 de febrero de 1940-Manizales, 8 de noviembre de 2018) fue un periodista, comentarista y editor deportivo colombiano. Fue de los pioneros del periodismo deportivo del país.

## Biografía
Javier Giraldo Neira nació en 1940 en Manizales, donde estudió Derecho en la Universidad de Caldas pero nunca ejerció el rol. En 1957 empezó su trayectoria como locutor en Radio Luz y posteriormente en Todelar en la ciudad natal, se incorporó a Caracol Radio como comentarista de fútbol y ciclismo. En 1970 fue editor de deportes en el diario La Patria y fundador de la revista Nuevo Estadio. En 1982 se incorporó a RCN Radio hasta su retiro en 2016 en el periodismo, cubriendo los eventos deportivos de la Copa Mundial de Fútbol y los Juegos Olímpicos, y posteriormente cubrió la final de la Copa Libertadores en 1989 con Edgar Perea en la televisión. Adquirió la emisora radial Ondas del Nevado de programación general en 1973.
Entre los programas que dirigió están Estadio y multitudes, donde destacó su carrera como catedrático del periodismo deportivo enseñando a los periodistas Javier Hernández Bonnet, Iván Mejía Álvarez, César Augusto Londoño, Ricardo Henao, Ricardo Orrego, Esteban Jaramillo y Mario César Otálvaro durante sus transmisiones deportivas radiales. En 2018 se complicó su salud tras padecer dolor abdominal y posteriormente fue intervenido en la vesícula biliar en una clínica de su ciudad natal y murió el 8 de noviembre de 2018.
El reconocido periodista manizaleño, en una entrevista, posterior a haber dejado el periodismo por completo, confesó que fue amenazado de muerte en 1986, a causa de que en su programa de radio 'Estadio Y Multitudes', denunció públicamente que el club América de Cali estaba siendo ayudado por el arbitraje, los cuales, a su vez, eran sobornados por los hermanos Gilberto y Miguel Rodríguez Orejuela, narcotraficantes que lideraban al Cartel de Cali. En su anécdota, comenta que iba a ser asesinado por un sicario, en plena zona céntrica de Manizales. El sicario, a su vez, le confesó a Javier Giraldo que le guardaba mucha estima y cariño, ya que, cuando este se encontraba en la cárcel, sintonizaba el programa del periodista, considerando que esa fue la voz que por tanto tiempo lo acompañó; que no lo iba a matar, mas le recomendó que tuviese cuidado y se escondiera por un tiempo.